# Jaime Arbós Serra
Jaime Arbós Serra (en Catalán: Jaume Arbós i Serra, nacido el 29 de febrero de 1952 en Tarrasa, Cataluña) es un exjugador de hockey sobre hierba español. Sus logros más importantes fueron una medalla de plata en los juegos olímpicos de Moscú 1980 con la selección de España y una de oro en el Europeo de 1974 de Madrid. 

## Participaciones en Juegos Olímpicos
- Múnich 1972, séptima posición.
- Montreal 1976, sexta posición.
- Moscú 1980, plata.
- Los Ángeles 1984, octava posición.